# واریزی
واریزی (به لاتین: Varizi) یک منطقهٔ مسکونی در بوسنی و هرزگوین است که در کالینویک واقع شده‌است.